# Alexander Schmidt (musiker)
Alexander Schmidt, född 31 oktober 1975 i Östersund bosatt i Stockholm, Svensk musiker (piano) och låtskrivare.

## Diskografi
- Tranås 100 år 2019 - Komposition
- Anywhere for You - John Martin
- Härifrån här ifrån - Den smutsiga släkten och Sebbe Staxx
- Peshmerga - Kurdisk hymn
- The New Life - Palme (film)
- Tusen Tegninger - Carpe Diem
- Deeper Down In Chinatown - Niclas Frisk
- K2 - Konditorns
- Soundclash - Rigo
- Cubaton II - Samling
- Fira Jul Ifred Deluxe - Ital Skurk
- Lår Solen Skina - Ital Skurk
- From DLX With Love
- Säg att du älskar mig Soundtrack
- Why? because. when? now. - Sara Rumar
- God Damn It - Petter
- Äntligen Hemma - Ken Ring
- Lucky Thirteen - Vincent
- Superclassico - Dogge Doggelito
- Den Här Går Ut Till Alla - Oskar Franzén
- Vi Vet Va Vi É - Oskar Franzén
- Money - Form One feat.  Vincent
- Diamants De Conflit - Lalcko
- Stockholm Står Kvar. Men jag Ligger - Eric Gadd
- Dag Som Idag - Diegojah
- Hög Tid För Varianter - Vesper Samling
- Away - Form One
- Falling Down - Form One
- Behind Blue Eyes - Form One
- Två Musikaler och Lite Till - Andreas Fjellström
- Idol 2008 - Samling
- Jag Är Konst - Markoolio
- Goffa - P-danjelsa
- Kråksången - Promoe
- Dom Hade Mycket Att Säga - Andreas Grega
- Jag Skrattar Idag - Ison & Fille
- Biding My Time - Robert Athill
- Raggamuffin på svenska - Junior Eric
- Girl Watcher - Rigo
- Calle Kristiansson - Calle Kristiansson
- Bad Man - Rigo
- En Sak I Taget - Andreas Grega
- Always stick around - Tobias Ågren
- Dimma Och Motljus - Ital Skurk
- Atmosfear - Tobias Ågren